# Саломон, Микаэль
Микаэль Саломон (дат. Mikael Salomon; род. 24 февраля 1945, Копенгаген, Дания) — датский кинематографист, кинорежиссёр

, кинооператор.
Работал кинооператором в Дании, с конца 1980-х годов работает в Голливуде. Был дважды номинирован на премию «Оскар».
Первые работы Саломона в Голливуде — работа оператора в фильмах «Бездна» (1989) и «Огненный вихрь» (1991), а также сорежиссура мини-сериала «Братья по оружию» (2001).

## Режиссёр

### Кинофильмы
- В плену песков / A Far Off Place (1993)
- Ливень / Hard Rain (1998)
- Морозилка / Freezer (2014, DVD)

### Телесериалы, мини-сериалы и телефильмы
- Космические спасатели / Space Rangers (1993)
- Детектив Нэш Бриджес / Nash Bridges (1996—2001)
- Проблеск ада / A Glimpse of Hell (2001)
- Братья по оружию / Band of Brothers (2001, мини-сериал)
- Шпионка / Alias (2001—2006)
- Участь Салема / Salem’s Lot (2004, мини-сериал)
- Там / Over There (2005)
- Рим / Rome (2005—2007)
- Ночные кошмары и фантастические видения / Nightmares & Dreamscapes: From the Stories of Stephen King (2006)
- Падший / Fallen (2006, мини-сериал)
- Штамм «Андромеда» / The Andromeda Strain (2008, мини-сериал)
- Натали Холлоуэй / Natalee Holloway (2009, телефильм)
- Потерянное будущее / The Lost Future (2010, телефильм)
- Камелот / Camelot (2011, телесериал)

## Кинооператор
- Бездна / The Abyss
- Всегда / Always
- Арахнофобия / Arachnophobia
- Огненный вихрь / Backdraft
- Далеко-далеко / Far and Away
- Волк на пороге / Oviri